# Maupin (Oregon)
Pour les articles homonymes, voir Maupin.
Maupin est une municipalité américaine située dans le comté de Wasco en Oregon.
Maupin devient une municipalité le 17 avril 1922. La localité est nommée en l'honneur de Howard Maupin, qui gérait le ferry local et connu pour avoir tué le chef amérindien Paulina en 1867.
Située dans le canyon de la Deschutes, la municipalité s'étend en 2010 sur une superficie de 1,45 mille carré (3,76 km2). Lors du recensement de 2010, sa population est de 418 habitants.